# Lorraine Hansberry
Lorraine Hansberry, née le 19 mai 1930 à Chicago et morte le 12 janvier 1965 à New York, est une autrice et dramaturge américaine, militante pour les droits des femmes, l'égalité raciale et les droits civiques. Elle est la première femme Afro-Américaine à jouer une pièce à Broadway.
Sa pièce la plus célèbre, Un raisin au soleil, montre la vie des Noirs Américains à Chicago pendant la ségrégation.

## Biographie

### Jeunesse et éducation
Lorraine Hansberry est née la plus jeune de quatre enfants, son père Carl Augustus Hansberry était un promoteur immobilier et sa mère Nannie Louise (née Perry) une monitrice d'auto-école impliquée en politique. Activistes du NAACP impliqués au sein du parti républicain, ils reçoivent souvent des personnalités importantes du mouvement des droits civils dont le sociologue W.E.B. DuBois ou le poète Langston Hughes.
Hansberry est diplômée de l'université de Wisconsin-Madison, pendant ses études elle rejoint le parti communiste américain et participe à la campagne présidentielle du candidat progressiste Henry A. Wallace en 1948.

### Journalisme, théâtre et activisme
En 1950, Lorraine Hansberry s’installe à New York et, déjà militante, travaille pour le journal Freedom dès 1951. Elle y est tour à tour réceptionniste, dactylo, assistante, tout en écrivant des articles et des éditoriaux. Elle écrit un discours destiné à un rassemblement dans le quartier de Harlem intitulé The history of the Negro newspaper in America and its fighting role in the struggle for a people's freedom, from 1827 to the birth of FREEDOM. Ses sujets de prédilection sont la lutte pour les droits civiques, mais elle se bat aussi contre toute forme d’impérialisme et de colonialisme.
En 1953, elle épouse l'activiste politique Robert Nemiroff (en). Elle se consacre ensuite à l’écriture. En 1957, sa pièce Un raisin au soleil, est publiée. C'est un succès immédiat et Lorraine Hansberry remporte plusieurs prix. Quelques mois plus tard, la pièce est jouée à Londres et, en 1961, elle est adaptée au cinéma.
Lorraine Hansberry marque les esprits et son époque pour avoir été la première femme noire à voir une de ses pièces jouée à Broadway : Un raisin au soleil, en 1959. Le titre est inspiré d’un poème de Langston Hughes, Harlem. En racontant l’histoire d’une famille afro-américaine vivant pauvrement à Chicago et qui se questionne sur la bonne utilisation d'un chèque de 10 000 dollars, Lorraine Hansberry évoque un épisode de son enfance. En effet, en 1940, son père, Carl Hansberry, courtier immobilier à succès, gagne le droit devant la Cour suprême des États-Unis, d’acquérir une maison dans un quartier blanc de Chicago. L’affaire, qui fait grand bruit, est connue dans la jurisprudence civile américaine sous le nom de Hansberry v. Lee (en).
L'idéologie de Lorraine Hansberry se concentre sur le mouvement des droits civils aux États-Unis et l'enjeu du programme du parti communiste américain dans la lutte contre le nationalisme blanc. Elle entreprend un voyage en Géorgie (USA) pour décrire l'affaire Willie McGee, accusé du viol d'une femme blanche; inspirée par cet évènement elle écrit son poème Lynchsong. Plus tard, elle écrit en soutien de la révolte Mau Mau au Kenya, critiquant la presse populaire pour son point de vue biaisé.
En 1958, elle fait la connaissance de James Baldwin lors d’une répétition à l'Actors Studio. Le 24 mai 1963, elle rencontre avec lui, le ministre de la justice Bob Kennedy, pour demander une protection policière pour une petite fille noire le jour de la rentrée des classes, dans le sud. Elle déclare à cette occasion : « Nous souhaiterions un engagement moral de votre part ». Leur demande ne sera pas entendue. Elle assume son lesbianisme et remet en question le patriarcat et les relations interraciales.

### Vie personnelle et mort
Lorraine Hansberry fut mariée à l'éditeur, lyriciste et activiste Robert Nemiroff, co-auteur de la célèbre chanson Cindy, Oh Cindy dont les revenus ont permis à Hansberry de se consacrer à ses projets personnels.
Avant son mariage, Hansberry exprimait son attraction pour les femmes dans ses notes personnelles, mais n'a pas revendiqué sa sexualité publiquement. Elle contribue après sa séparation au magazine The Ladder, publication lesbienne, anonymement; néanmoins, aucune preuve concrète n'a apporté vraiment le témoignage de son engagement dans le mouvement des droits LGBTQ+.
En 1963, on lui découvre un cancer du pancréas. Elle meurt en 1965, à l'âge de 34 ans en laissant derrière elle plusieurs œuvres inachevées, dont la pièce Les Blancs que Robert Nemiroff termine et qui est considérée comme son chef-d'œuvre. Robert Nemiroff regroupe divers écrits de Lorraine Hansberry dans un ouvrage intitulé To Be Young, Gifted and Black, qui devient le titre d’une des plus célèbres chansons de Nina Simone.

## Œuvre
- A Raisin in the Sun, 1959 ; publié en français sous le titre Un raisin au soleil, adaptation d'Emmanuel Roblès, d'après le texte français de Philippe Bonnière, Seghers, 1963 ; trad. Samuel Légitimus et Sarah Vermande, L'Arche, 2022.
- The Drinking Gourd, 1960.
- The Sign in Sidney Brustein's Window, 1964.
- Les Blancs, 1970.

## Hommage et postérité
- Prix New York Drama Critics pour la meilleure pièce de Broadway de la saison 1958-1959[7].
- Lorraine Hansberry fait partie des femmes cités dans l'installation de l'artiste féministe Judy Chicago, The Dinner Party[7].
- Une scène de l'épisode The Greatest Story Ever Told (E4S2), de la série American Gods, fait directement mention d'une citation tirée de sa pièce A Raisin in the Sun.
- Exposition Twice Militant: Lorraine Hansberry’s Letters to "The Ladder", Elizabeth A. Sackler Center for Feminist Art, Brooklyn Museum, 2014[8].
- Prix spécial du jury pour le script, pour A Raisin in the Sun , Festival de Cannes, 1959[9].
- En 2017, elle est inscrite au National Women's Hall of Fame[10].